# Sông Oster
Oster (tiếng Ukraina: Остер) là một sông tại tỉnh Chernihiv của Ukraina. Đây là một phụ lưu tả ngạn của sông Desna. Sông dài khoảng 199 km và diện tích lưu vực là 2.950 km2. Sông được kết nối theo các kênh đào và dòng chảy với sông Trubizh, sông này chảy về phía tây nam qua Kyiv và đổ thẳng vào sông Dnepr. Các đô thị và làng quan trọng bên sông là Nizhyn, Kozelets, Roslavl và Oster.
Lưu lượng nước trung bình tại nơi cách cửa sông 27 km là khoảng 3,2 m³/s. Nguồn nước sông chủ yếu là từ tuyết tan. 65 sông suối nhỏ đổ vào sông Oster (57 trong số đó có chiều dài dưới 10 km). Tổng chiều dài của các phụ lưu Oster là 509 km (trong đó các con suối nhỏ hơn 10 km là 382 km). Mật độ của mạng lưới sông là 0,24 km/km² diện tích lưu vực.
Sông Oster bắt nguồn từ gần làng Kalchynivky của huyện Nizhyn. Sông chảy qua vùng đất thấp Dnepr nằm trong địa giới của các huyện Chernihiv, Nizhyn và Pryluky của tỉnh Chernihiv.
Phụ lưu tả ngạn: Vyunytsia, Divytsia, Nosovka, Rudka. Phụ lưu hữu ngạn: Bezimenna, Brak, Smolianka, Rada.